# قمة البريكس 2015

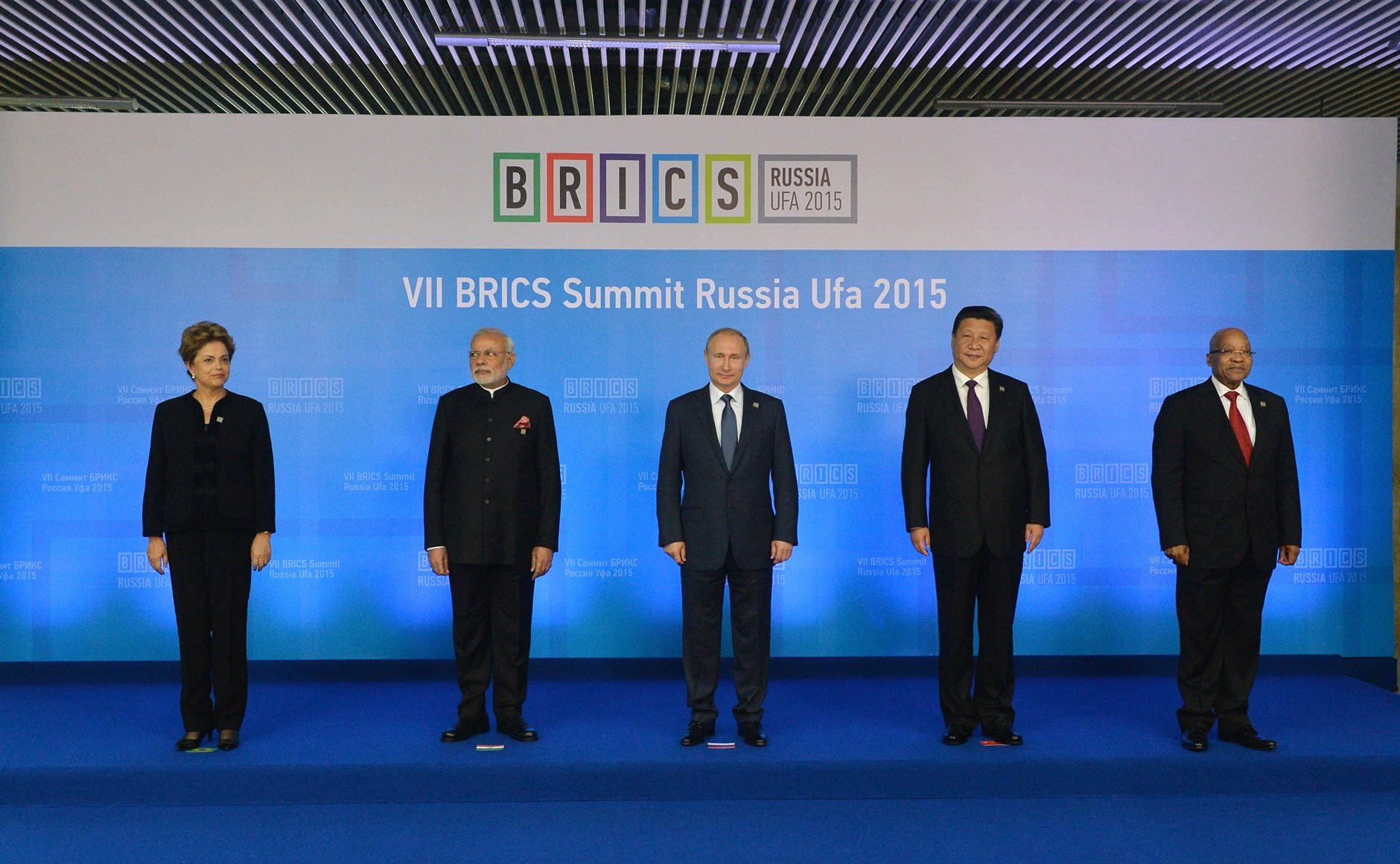
قادة دول البريكس الخمسة في أوفا، روسيا. من اليمين إلى اليسار: زوما، شي، بوتين، مودي، روسيف.

قمة البريكس 2015 هي القمة الدبلوماسية السابعة لدول البريكس، وهي مجموعة من الدول ذات اقتصادات كبرى صاعدة: البرازيل وروسيا والهند والصين وجنوب أفريقيا. عقدت القمة بين 8 و9 يوليو 2015 في أوفا في روسيا.
تزامنت هذه القمة مع تفعيل الاتفاقيات التأسيسية لبنك التنمية الجديد وترتيب الاحتياطي الطارئ لدول بريكس، فعُقدت الاجتماعات الافتتاحية للبنك وأُعلن عن بدء الإقراض بالعملات المحلية، وأُعلن أيضًا عن فتح العضوية للدول غير الأعضاء في الأشهر القادمة.

## الخلفية
أصدر قادة بريكس في القمة السادسة التي عقد في فورتاليزا بالبرازيل إعلانًا يعبرون فيه عن شكرهم لروسيا لاستضافتها القمة السابعة لبريكس في عام 2015 بمدينة أوفا، وأكدوا دعمهم الكامل لهذه المبادرة.

## المشاركون
رؤساء ورؤساء وزراء الدول الخمسة المشاركة هم:

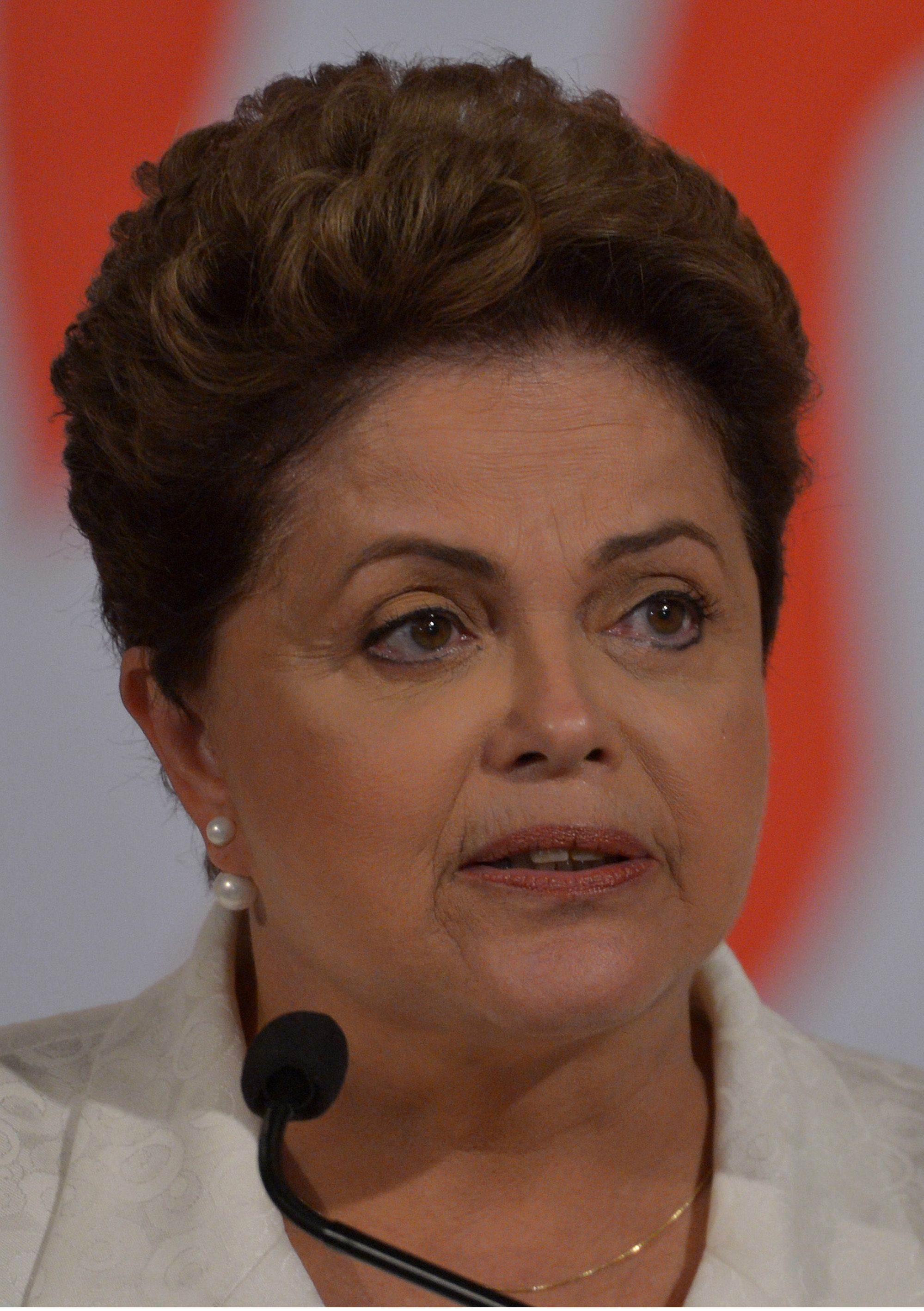
ديلما روسيف، رئيسة البرازيل
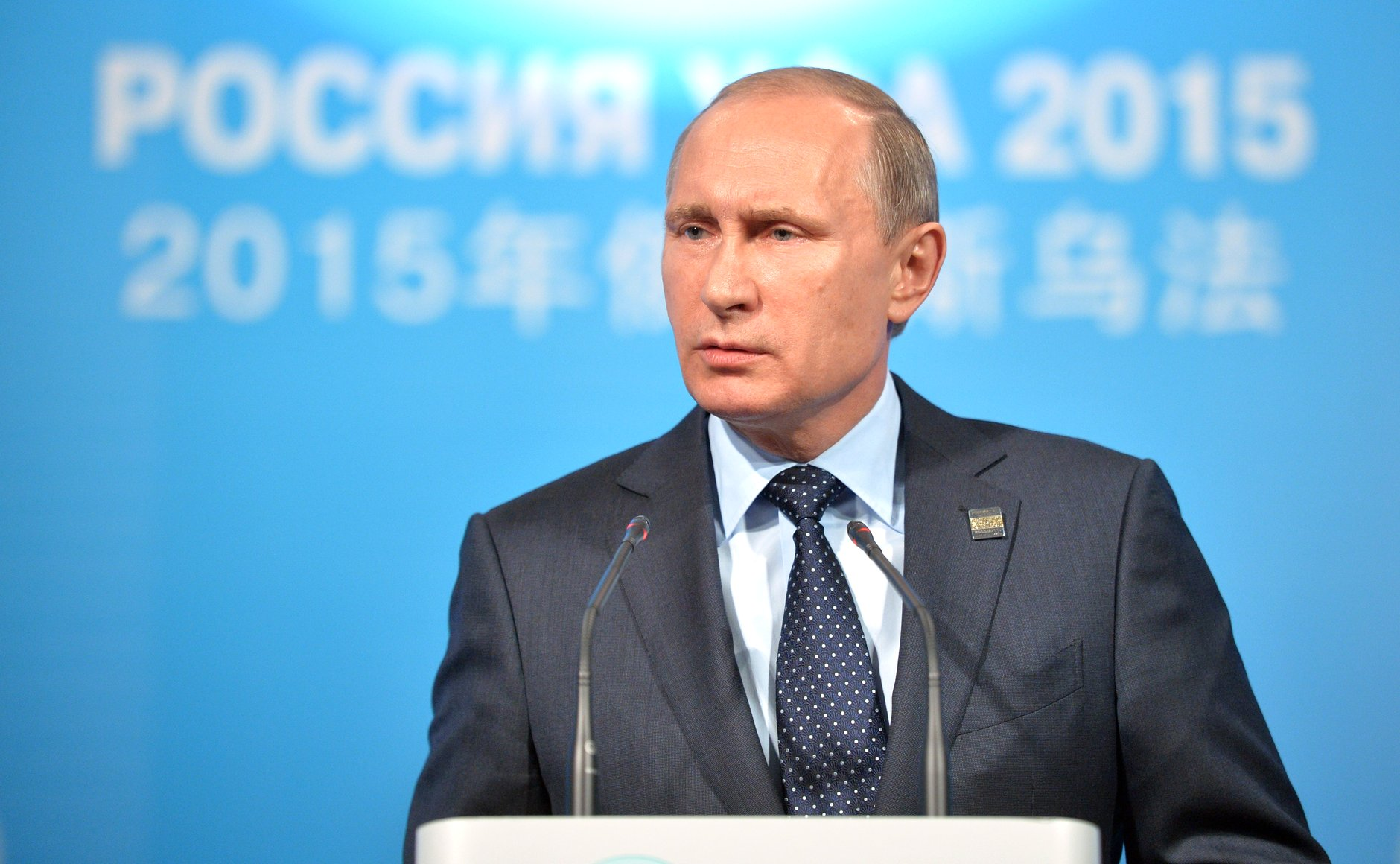
فلاديمير بوتين، رئيس روسيا (المضيف)
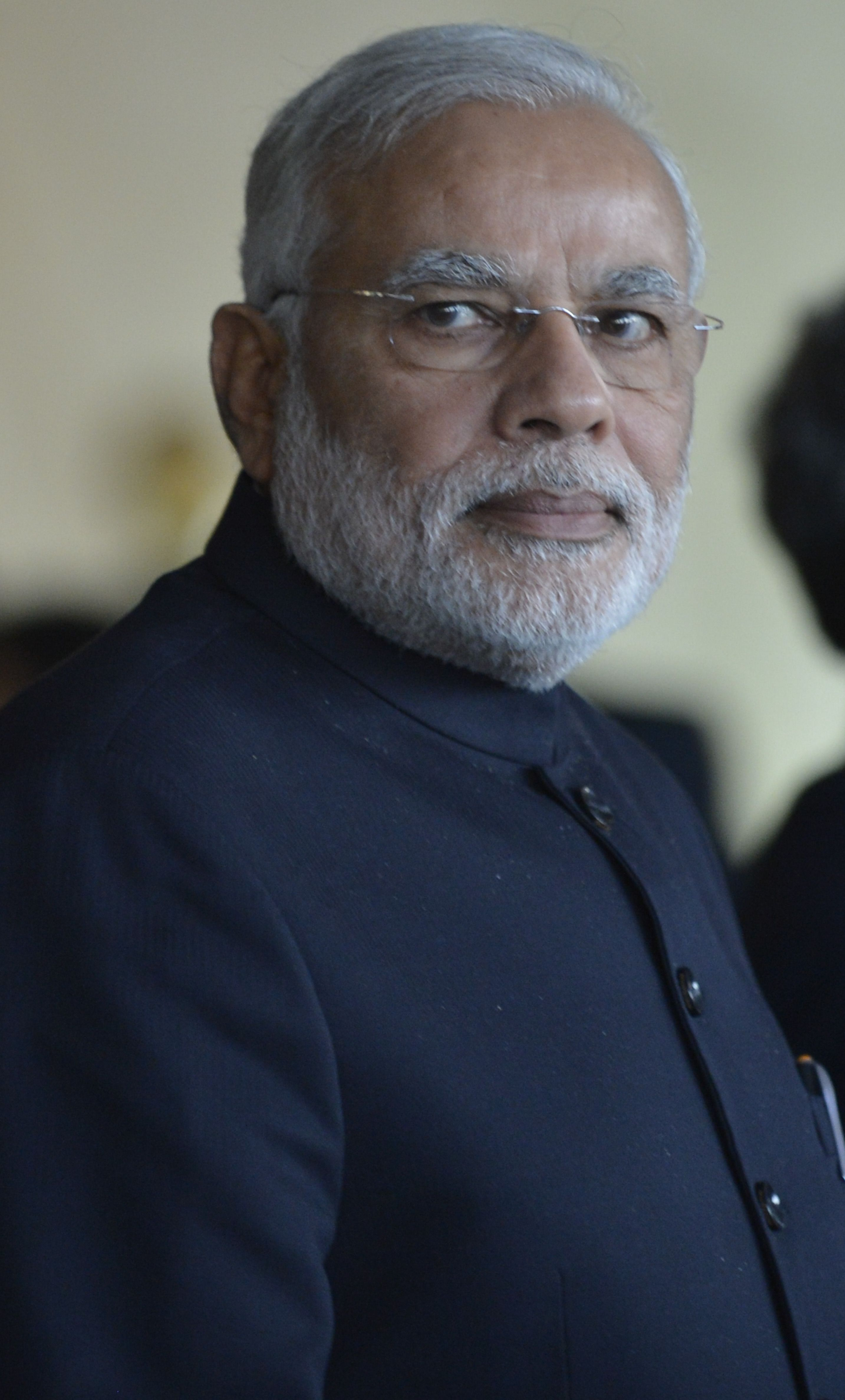
ناريندرا مودي، رئيس وزراء الهند
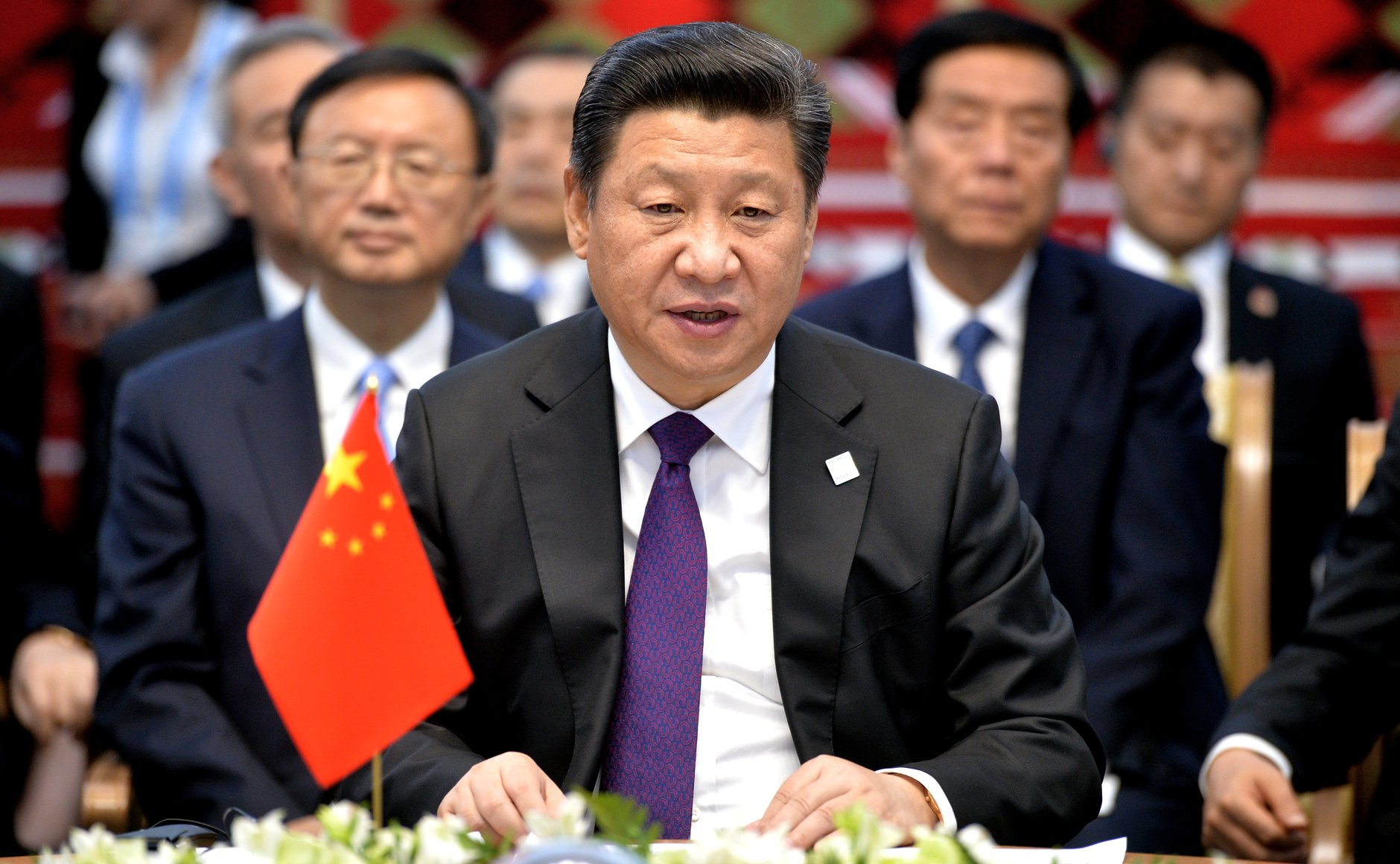
شي جين بينغ، رئيس الصين
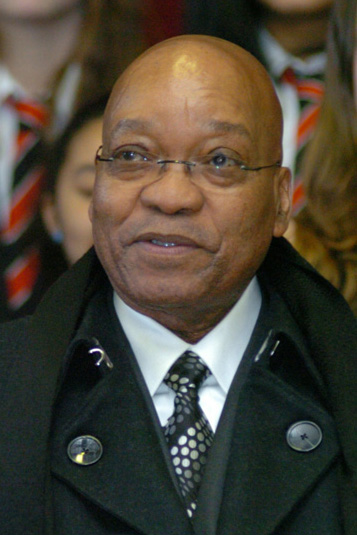
جاكوب زوما، رئيس جنوب أفريقيا

### المستدعين
البريكس قامت بعقد قمة مشتركة مع منظمة شانغهاي للتعاون والاتحاد الاقتصادي الأوروآسيوي في 9 يوليو، رؤساء الدول والحكومات المستدعين هم:[بحاجة لمصدر]
- أفغانستان: أشرف غني أحمدزي (رئيس)
- أرمينيا: سيرج سركسيان (رئيس)
- بيلاروس: ألكسندر لوكاشينكو (رئيس)
- إيران: حسن روحاني (رئيس)
- كازاخستان: نور سلطان نزارباييف (رئيس)
- قرغيزستان: ألمازبيك أتامباييف (رئيس)
- منغوليا: تشياغين البجدورج (رئيس)
- باكستان: نواز شريف (رئيس وزراء)
- طاجيكستان: إمام علي رحمن (رئيس)
- أوزبكستان: إسلام كريموف (رئيس)

## صور القمة

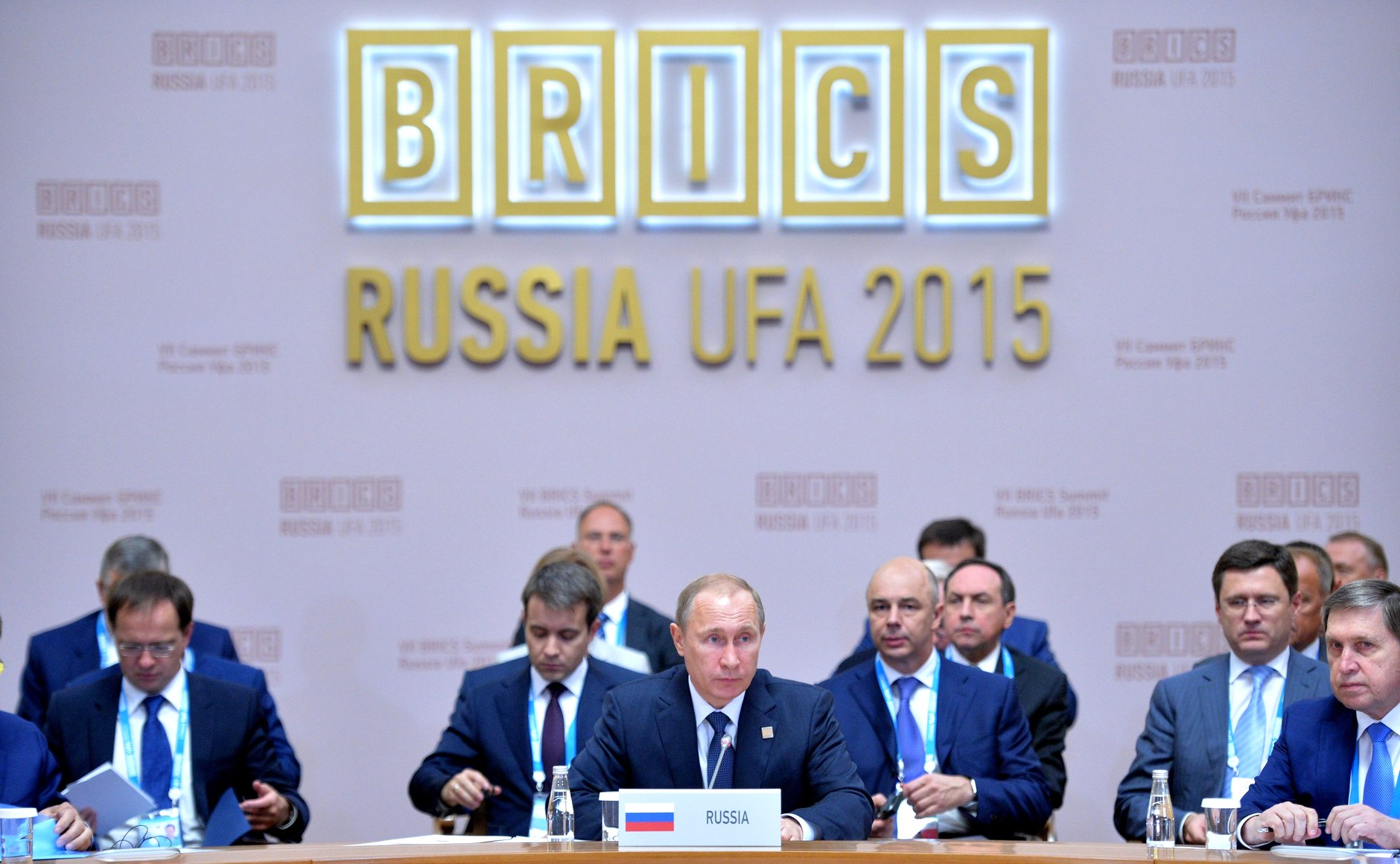
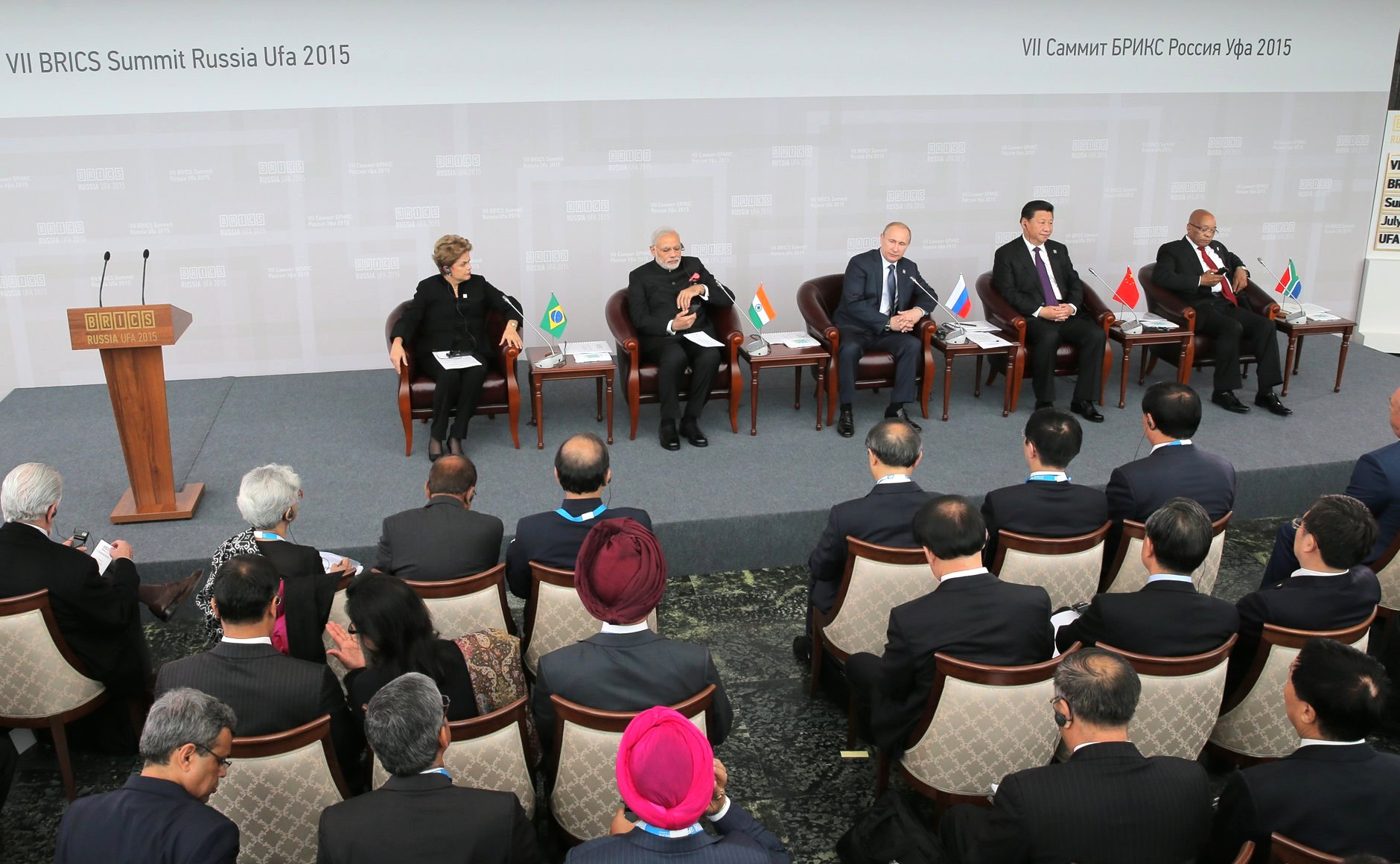
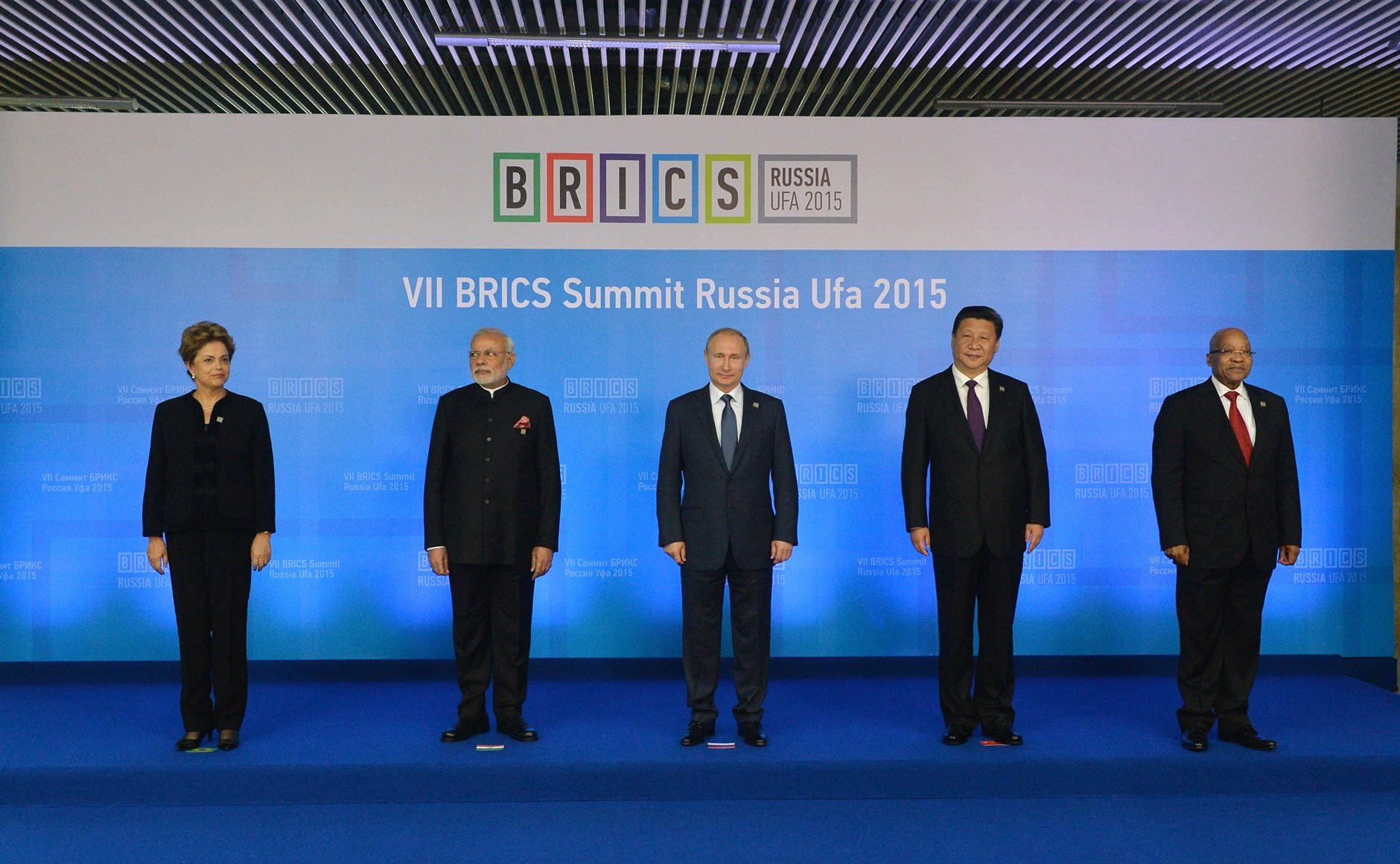
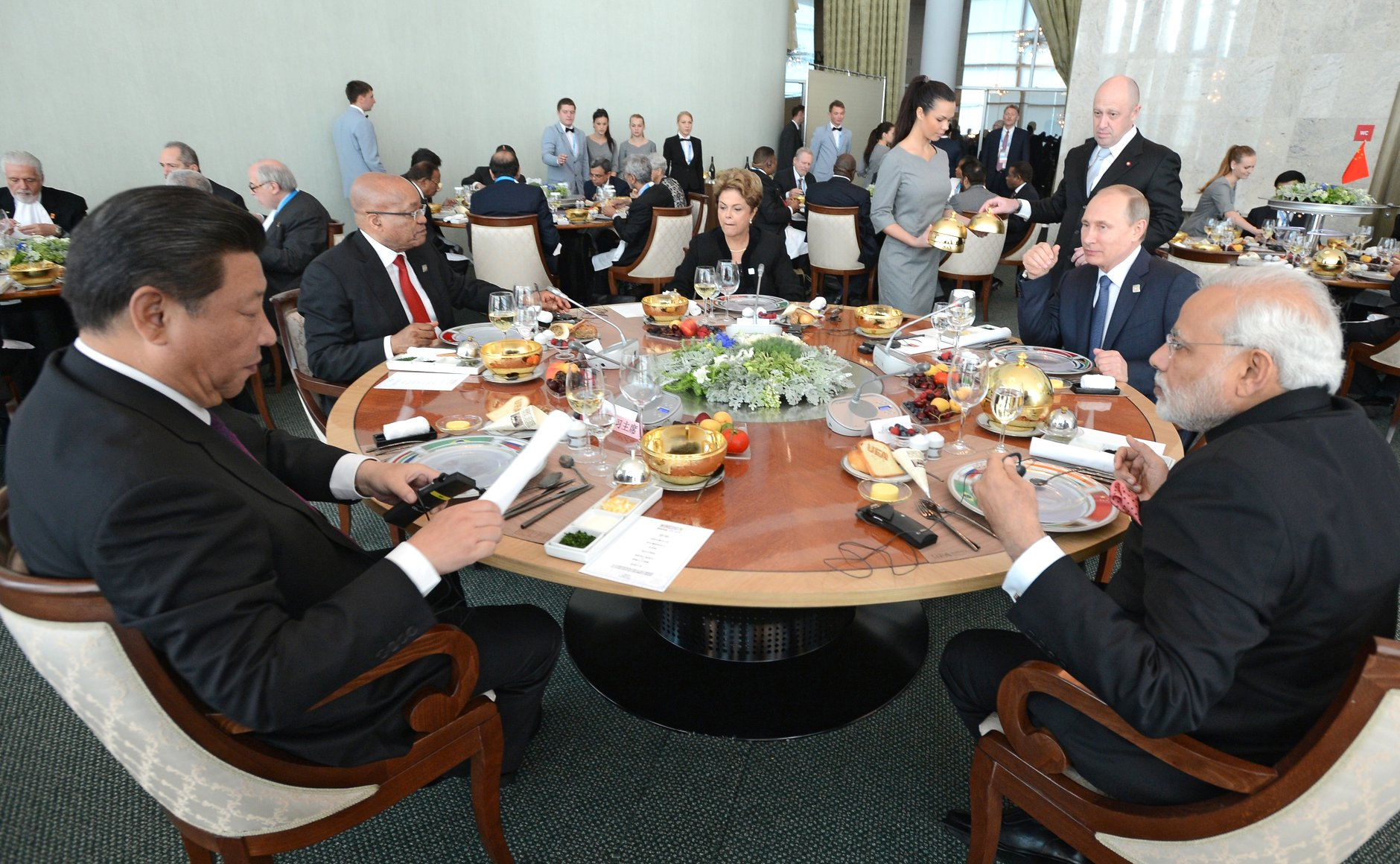
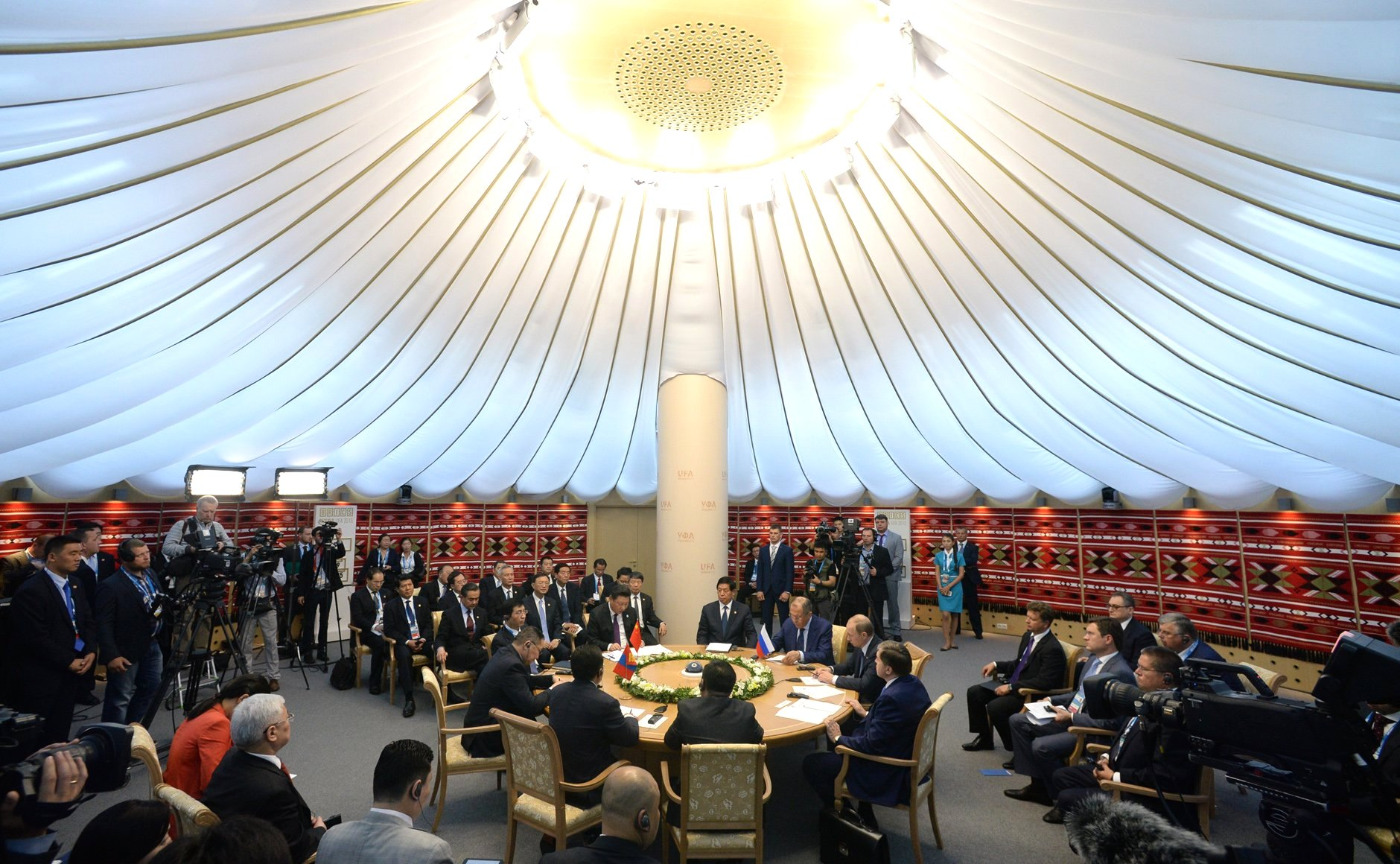
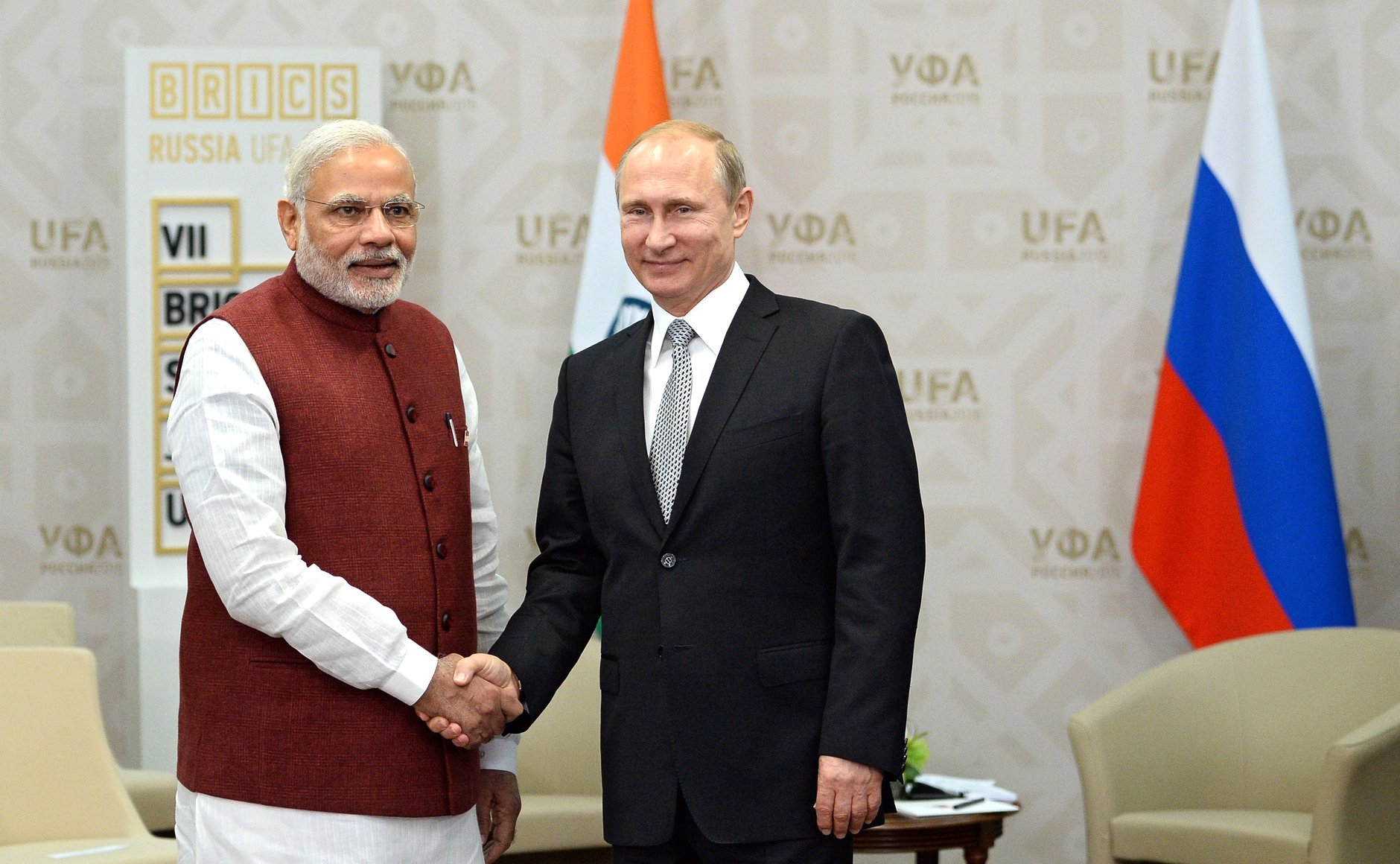
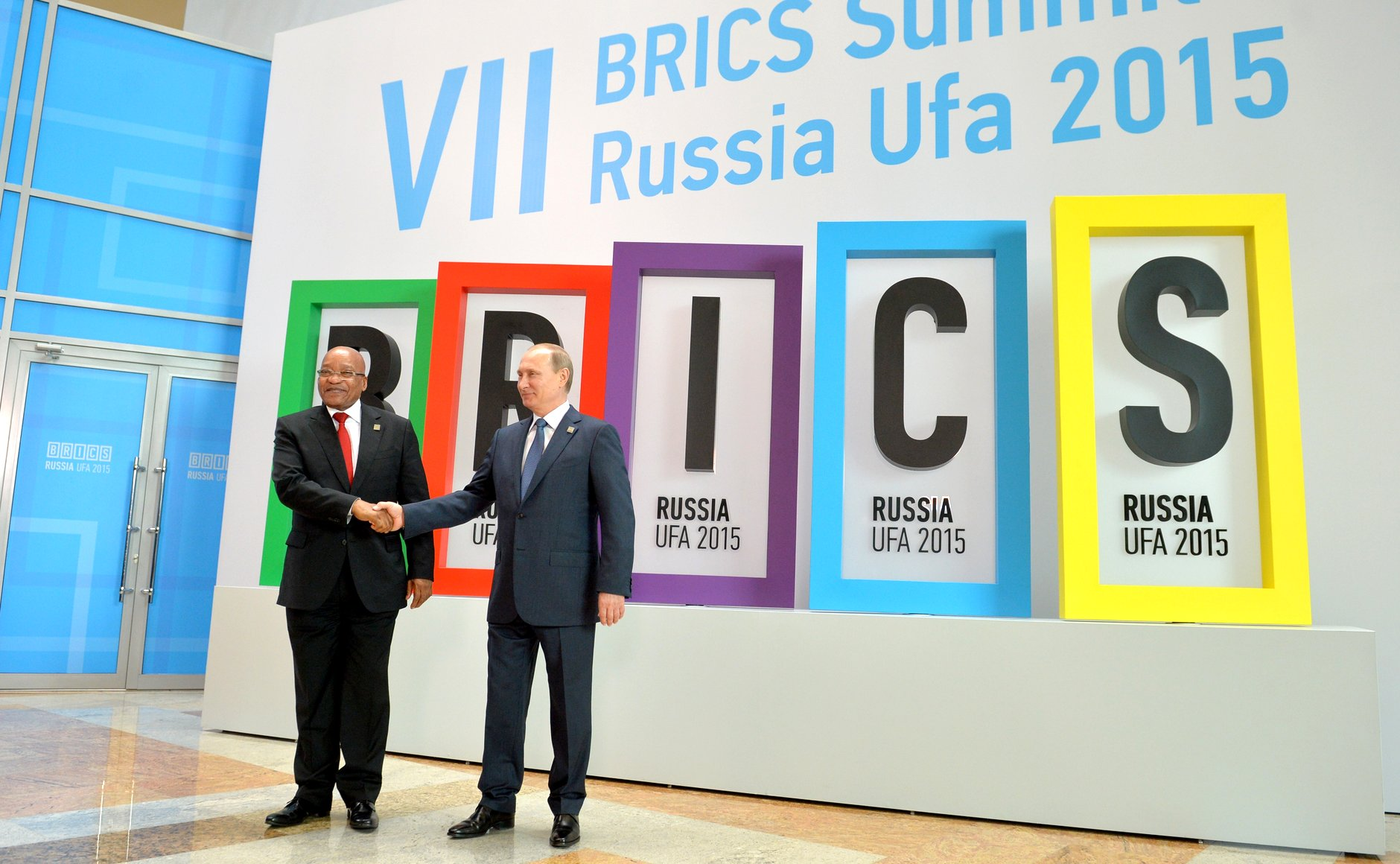
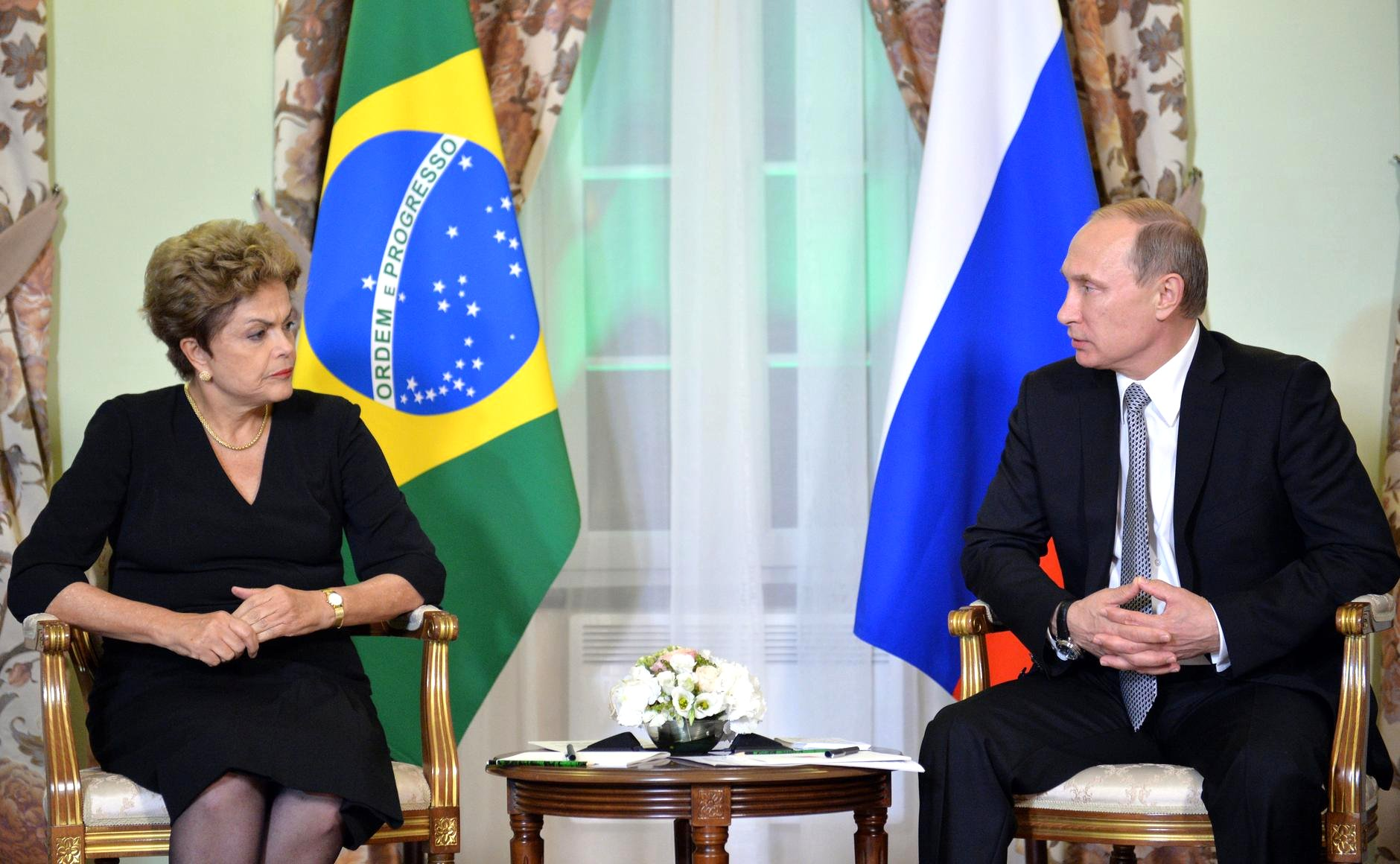

## روابط خارجية
- الموقع الرسمي.